# Qiaotou (köpinghuvudort i Kina, Hainan Sheng, lat 19,96, long 109,93)
Qiaotou är en köpinghuvudort i Kina. Den ligger i provinsen Hainan, i den södra delen av landet, omkring 44 kilometer väster om provinshuvudstaden Haikou. Antalet invånare är 19 171. Befolkningen består av 8 912 kvinnor och 10 259 män. Barn under 15 år utgör 24,0 %, vuxna 15-64 år 67 %, och äldre över 65 år 8,0 %.
Runt Qiaotou är det ganska tätbefolkat, med 199 invånare per kvadratkilometer. Närmaste större samhälle är Huangtong, 16,8 km sydväst om Qiaotou. Trakten runt Qiaotou består till största delen av jordbruksmark.
Genomsnittlig årsnederbörd är 2 661 millimeter. Den regnigaste månaden är juli, med i genomsnitt 450 mm nederbörd, och den torraste är januari, med 24 mm nederbörd.